# زهری
محمد بن مسلم بن عبید الله بن عبد الله بن شهاب القرشی الزُهری (م. ۱۲۴هـ/۷۴۲م) با کنیهٔ ابوبکر از بنیان‌گذاران علم حدیث است. داستان‌هایی که در مورد زندگی او نقل می‌شود حکایت از موفقیت‌های او در امر حدیث و انتقادات نسبت به روابط نزدیکش با بنی‌امیه و سستی او در نقل حدیث دارند.
همکار ابن شهاب نقل می‌کند که آنها فقط حلال و حرام را می‌نوشتند اما او هرآنچه می‌شنید را می‌نوشت و بعدها که عمر بن عبدالعزیز فرمان جمع‌آوری سنت پیامبر اسلام را داد، او و جمعی دیگر احادیث را در کتابچه‌هایی نوشته و به خلیفه دادند.
او روابط خوبی با خلفای اموی از عبدالملک بن مروان تا هشام بن عبدالملک داشت. او در دوران مختلف به عنوان قاضی منصوب شده‌بود و ذهبی می‌نویسد که او عنوان امیر را داشت و زندگی مجللی داشت. به تشویق امویان، او جلسات نگارش حدیث را بنیان‌گذاری کرد که در آن امرا حضور داشتند. بنا بر توجیه خود او، او جلساتی را برای دیگر پژوهندگان حدیث برگزار کرد. یکی از انگیزه‌های نوشتن احادیث مقابله با تبلیغات ضد امویان توسط عراقیان بود. از او نقل است «ما حدیثی به طول یک وجب نقل می‌کنیم و [از عراق] به طول یک ذرع برمی‌گردد.» همچنین نقل است: «اگر به خاطر احادیثی که ما نمی‌دانیم و از مشرق [یعنی عراق] به سمت ما سرازیر می‌شوند نبود هرگز حدیثی نمی‌نوشتم یا اجازه نمی‌دادم حدیثی نوشته شود.»